# Serapicos (Bragance)
Serapicos est une freguesia portugaise du concelho de Bragança, avec une superficie de 28,25 km2 avec une population de 208 habitants (2011). Densité: 7,4 hab/km2.